# Conrad Rudolph

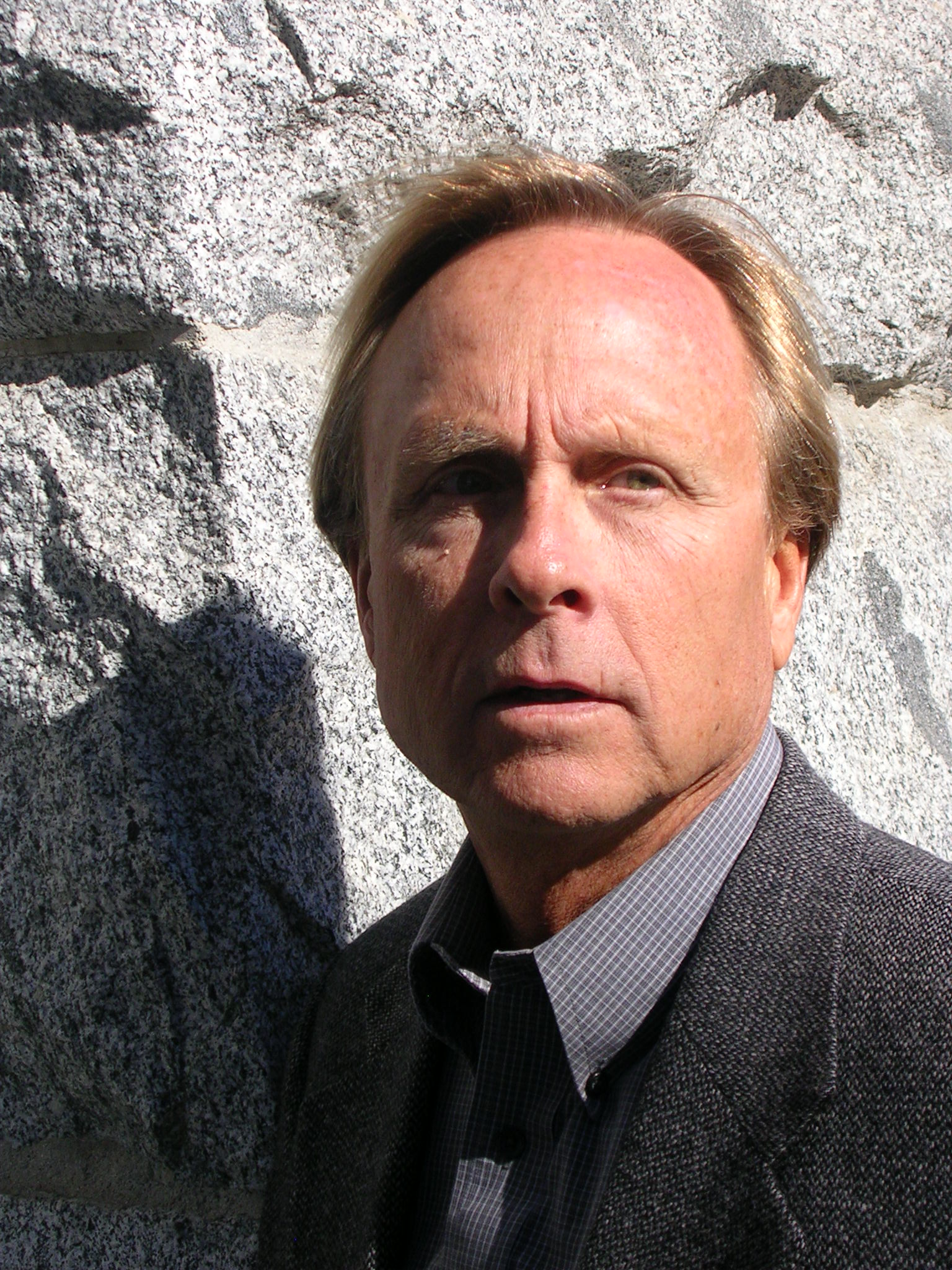
Conrad Rudolph

Conrad Rudolph (* 26. Januar 1951 in Rock Island, Illinois) ist ein US-amerikanischer Kunsthistoriker und ehemaliger Professor für Kunstgeschichte des Mittelalters an der University of California, Riverside.

## Leben
Conrad Rudolph schloss 1977 ein Bachelorstudium in Kunstgeschichte an der University of California, Los Angeles, und 1981 ein themengleiches Masterstudium ab. 1985 promovierte er an dieser Universität und erhielt ein Ph.D. in Kunstgeschichte. Er forschte in Bereichen der kirchlichen Kunstgeschichte und unter anderem auch an der Zisterzienserachitektur. Von 1985 bis 1986 war er Visiting Assistant Professor am Gustavus Adolphus College. Anschließend war er Postdoktorand an der University of Pittsburgh und dem Getty Research Institute. Ab 1991 war er Assistant Professor und ab 1997 voller Professor an der University of California in Riverside bis zu seiner Emeritierung 2021.

## Schriften
- The „Things of Greater Importance“: Bernard of Clairvaux’s Apologia and the Medieval Attitude Toward Art. University of Pennsylvania Press, Philadelphia, 1990
- Artistic Change at St-Denis: Abbot Suger’s Program and the Early Twelfth-Century Controversy over Art. Princeton University Press, Princeton, 1990
- Violence and Daily Life: Reading, Art, and Polemics in the Cîteaux Moralia in Job. Princeton University Press, Princeton, 1997
- „First, I Find the Center Point“: Reading the Text of Hugh of Saint Victor’s The Mystic Ark. American Philosophical Society, Philadelphia, 2004
- Pilgrimage to the End of the World: The Road to Santiago de Compostela. University of Chicago Press, Chicago, 2004
- The Mystic Ark: Hugh of Saint Victor, Art, and Thought in the Twelfth Century. Cambridge University Press, Cambridge and New York, 2014